# Sicle
Le sicle (en akkadien : šiqlu ou siqlu ; en hébreu : שקל, šeqel) est une ancienne unité de poids ainsi qu’une devise monétaire en usage parmi plusieurs peuples du Moyen-Orient, du nord de l'Inde et du Levant dont les Hébreux. Il semble avoir, à l’origine, fait référence à une unité de mesure équivalente à une certaine quantité d’orge qui a varié avec les lieux et les époques.
Sous les Achéménides, Darius Ier procède, avant 486 av. J.-C., à l'émission d'un système monétaire « royal », reposant sur deux monnaies : la darique (dareikos en grec), fait d'or très pur (23,25 carats) et pesant environ 8,40 grammes ; le sicle (de l'akkadien šekel, síglos en grec), pesant environ 5,60 grammes d'argent. Vingt sicles ont la valeur d'un darique. 3 600 dariques forment un talent, qui est la plus grosse unité de poids et monétaire. Ces monnaies représentent le roi muni d'un arc et parfois d'autres armes, donc dans diverses postures guerrières.
À l’époque de l’Israël antique, il était d’environ 180 grains, soit 11,5 grammes, mais la valeur de cette unité a beaucoup varié. On trouve le pim pouvant valoir 7 grammes soit les ⅔ du sicle, mais des valeurs d’environ 14 ou 17 grammes étaient assez courantes. En Mésopotamie durant la période paléo-babylonienne, le sicle est estimé à 8,3 grammes.

## Galerie

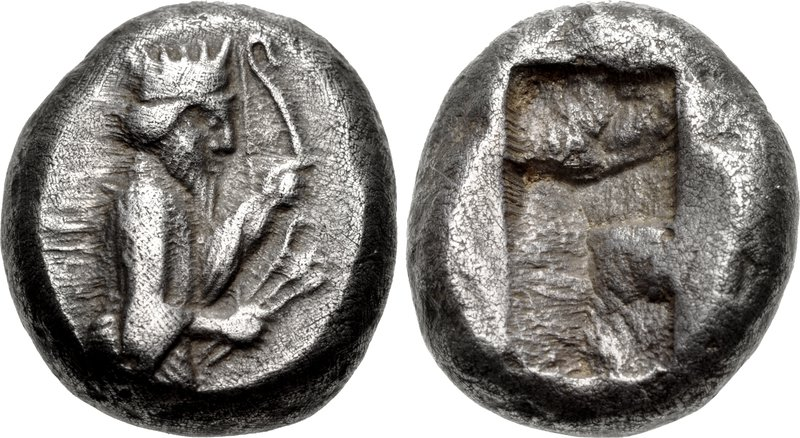
Sicle en argent (avers et revers) du roi achéménide perse Darius Ier, vers 520-505 av. J.-C.
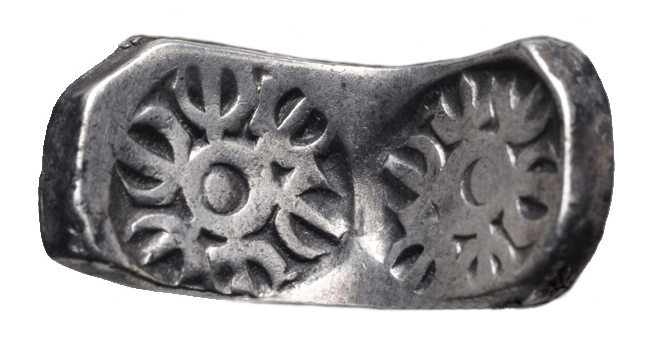
Satamana (sicle, double karshapana) du Gandhara (Taxila, Janapada), argent, 11,2 g, vers 400-350 av. J.-C.
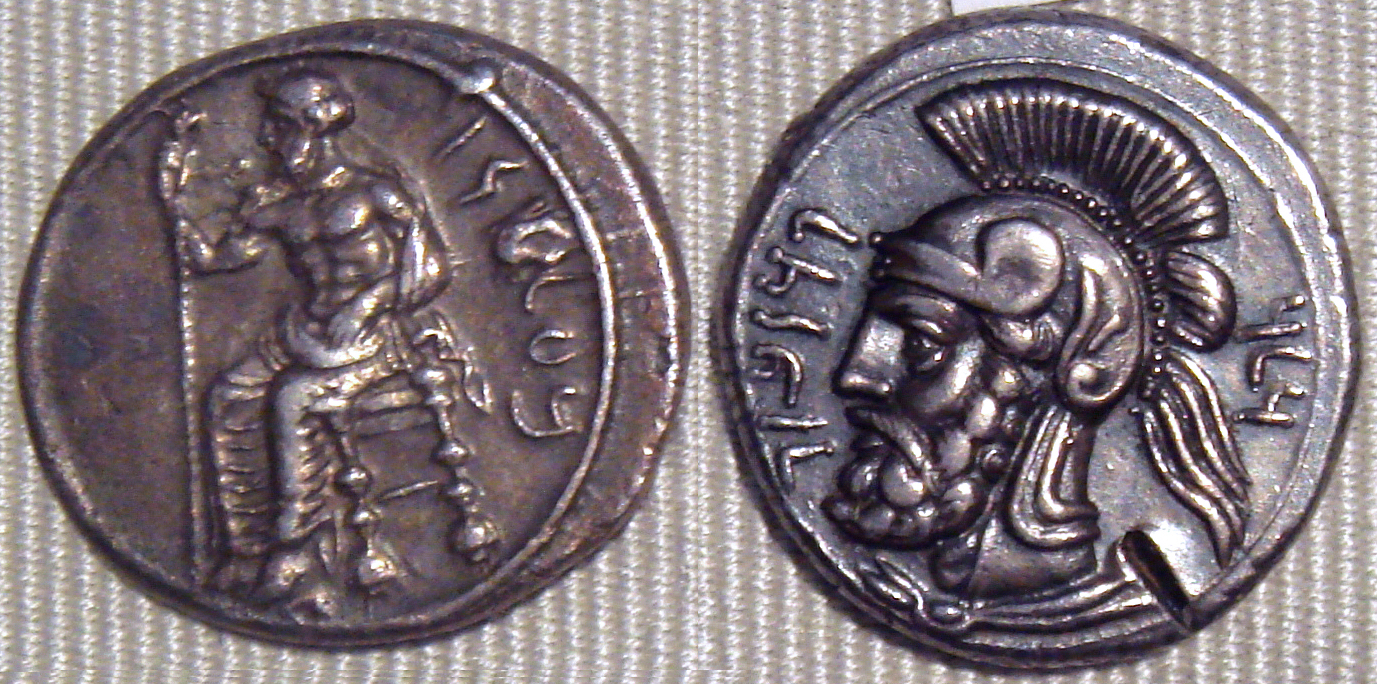
Double sicle de Pharnabaze, satrape à Tarse, Cilicie (actuelle Turquie), représentant une divinité perse, 380-375 av. J.-C.
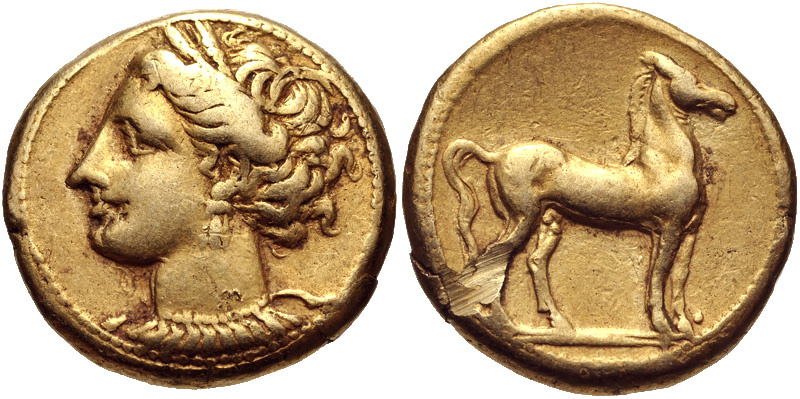
Shekel de Carthage en électrum, représentant la déesse Tanit, 310-290 av. J.-C.
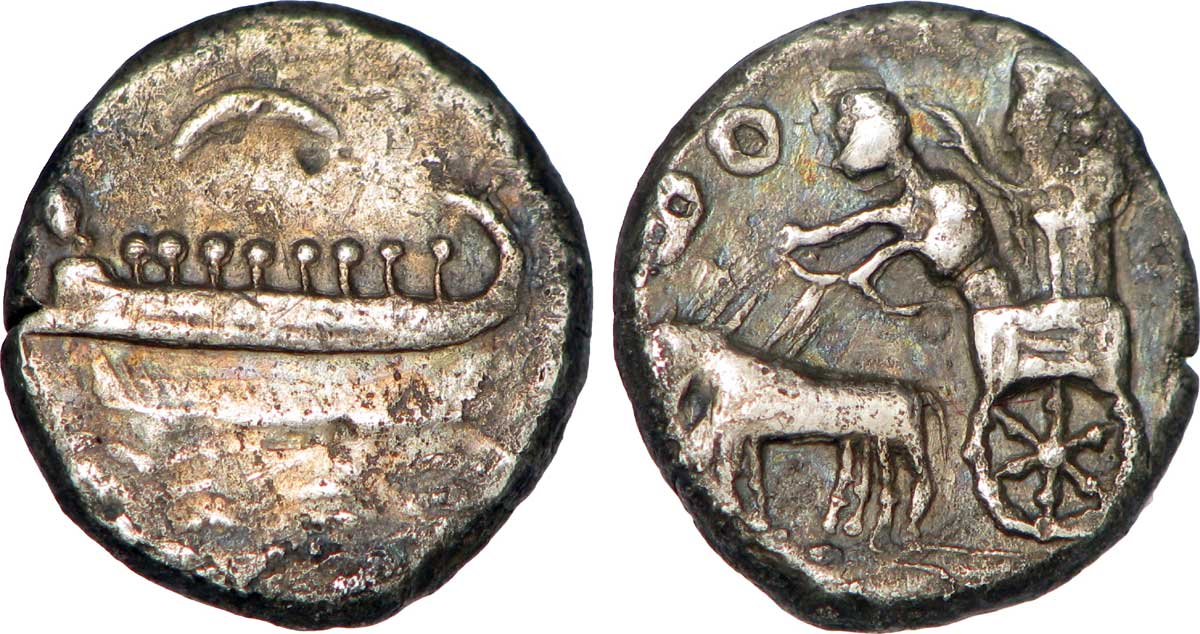
Quart de shekel d'argent de la cité de Sidon en Phénicie, représentant une galère et un char peut-être d'une divinité ou d'un roi achéménide, (Abastoret). Vers 300 av. J.-C.
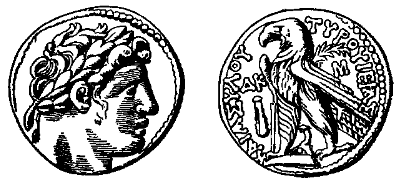
Demi-shekel de Tyr en l'an 102 av. J.-C. Inscription : « Année 24, [pièce] de Tyr, [ville] sacrée et inviolable ».
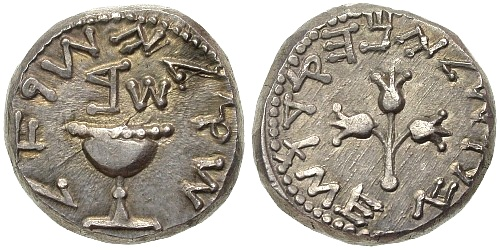
Sicle d'argent à l’époque de la 1re révolte des juifs contre Rome, v. 66-69 apr. J.-C., Judée, Inscription : « Jérusalem-la-Sainte ».